# دیپ کریک (ویرجینیا)
دیپ کریک (به انگلیسی: Deep Creek) یک منطقهٔ مسکونی در ایالات متحده آمریکا است که در ویرجینیا واقع شده‌است.